# Sent Peir de Charnhac
Sent Peir Charnhac (en francès Saint-Pierre-Chérignat) és una localitat i comuna de França, a la regió de la Nova Aquitània, departament de la Cruesa.
La seva població al cens de 1999 era de 186 habitants. Està integrada a la Communauté de communes de Bourganeuf-Royère-de-Vassivière.

## Demografia
| 1968 | 1975 | 1982 | 1990 | 1999 |
| ---- | ---- | ---- | ---- | ---- |
| 305  | 257  | 219  | 218  | 186  |

## Administració
| Període   | Identitat              | Partit |
| --------- | ---------------------- | ------ |
| 2001-2008 | Jean-Claude Darfeuille |        |
| 2008-     | Marthe Pateyron        |        |